# Olivier Merle
Olivier Merle (Chamalières, 14 novembre 1965) è un ex rugbista a 15 e imprenditore francese, già seconda linea di Montferrand e Nazionale francese.

## Biografia
In gioventù dedito all'atletica pesante (getto del peso), nonostante fosse portato per il rugby e la sua famiglia lo incoraggiasse a intraprendere tale disciplina, «perché l'atletica è la parente povera dello sport francese», durante una riunione con i suoi congiunti mostrò loro un dado e comunicò loro che li avrebbe accontentati se dal tiro fosse uscito il 6: così fu, e a seguito di quell'episodio, raccontato alla stampa britannica, fu soprannominato The Dice Man (l'uomo dei dadi).
La stampa francese, invece, in ragione della sua statura e peso (quasi due metri per 130 kg) affiancò al suo vecchio soprannome di Merluche (il Merluzzo) quello di Massif Central (il Massiccio Centrale), come l'omonimo gruppo montuoso nel centro-sud del Paese.
Originario dell'Alvernia, iniziò, quindi, a giocare a Vichy, poi ebbe al Grenoble le sue prime esperienze ad alto livello e, infine, giunse nel 1995 al Montferrand, la squadra per la quale tutta la sua famiglia tifava.
Esordì in Nazionale nel 1993 contro il Sudafrica e, successivamente, prese parte ai tornei del Cinque Nazioni dal 1994 al 1997, vincendo quest'ultimo con il Grande Slam.
Partecipò anche alla Coppa del Mondo di rugby 1995 in Sudafrica e disputò il suo ultimo incontro internazionale nel 1997, dopo 44 partite.
Dopo un periodo al Narbona e infine all'Aurillac, si ritirò nel 2003 per dedicarsi alla sua attività imprenditoriale, il marchio di abbigliamento Homme et Demi (uomo e mezzo): tale soprannome gli venne da un avversario neozelandese dopo una partita contro gli All Blacks.